# يو وينشيا
يو وينشيا (بالصينية: 于文霞) ملكة جمال وممثلة صينية، حصلت على لقب مسابقة ملكة جمال الصين لسنة 2012 وملكة جمال العالم لنفس السنة والتي اقيمت منافاساتها في مدينة أوردوس سيتي في منغوليا الداخلية في بلدها الصين، ولدت في 6 أغسطس 1989 في مدينة شانغزهي هيلونغجيانغ في شمال شرق الصين في منشوريا، وهي ثاني امرأة من شرق أسيا ومن الصين تفوز بمسابقة ملكة جمال العالم بعد زهانغ زيلين وألتي فازت في سنة 2007 ويبلغ طول يو 178 سم. مثل في فيلم الناقل بالوقود في سنة 2015.

## روابط خارجية
- يو وينكسيا على موقع IMDb (الإنجليزية)
- يو وينكسيا على موقع قاعدة بيانات الفيلم (الإنجليزية)